# ذابة (ماوية)

تعديل مصدري - تعديل

ذابة   هي إحدى قرى مديرية ماوية بمحافظة تعز اليمنية، بلغ تعداد سكانها 2288 نسمة حسب التعداد السكاني في اليمن في 2004.